# Первая херсонская мужская гимназия
Первая херсонская мужская гимназия — первая гимназия в Херсоне.

## История
Предшественником гимназии в Херсоне стало уездное училище, открытое херсонским губернатором И. Х. Калагеорги в 1813 году. Выпускники училища, состоявшего из трёх классов и подготовительного отделения, должны были стать первыми гимназистами.
Освящение и официальное открытие гимназии состоялось 12 (24) марта 1815 года и было приурочено к дате вступления на престол императора Александра І. Занятия, в специально построенном для гимназии одноэтажном здании на Суворовской улице, начались 1 сентября после приветственной речи её первого директора В. Е. Якубовского. В административном порядке гимназия находилась в подчинении Харьковского университета, а с 1833 года в составе Одесского учебного округа.
Это была одна из первых гимназий, открытых в черте оседлости вскоре после основания Херсонской губернии. И вполне естественно, что среди учащихся гимназии преобладали дети из еврейских семей.
В 1816 году в гимназии был открыт 5-й класс, а в последующие два года — шестой и седьмой. Это потребовало расширения помещений, и гимназия на время перестройки здания до 1822 года переместилась в дом генерал-майора Лобри, — на углу Потёмкинской и Эрдельевской улиц (ныне — улицы Карла Маркса и Дзержинского). В это время руководил гимназии был Н. Т. Стефанович-Севастьянович.
В 1851 году директором гимназии был назначен Отто Фёдорович Эльснер. В 1861—1867 годах директором был Захар Васильевич Коленко, при котором по проекту архитектора Л. Тоннеса в западной части Соборной площади было построено новое здание гимназии, занятия в котором начались 1 сентября 1864 года. Через три года при содействии губернатора П. Н. Клушина на частные пожертвования жителей Херсона в здании гимназии была оборудована домовая церковь Св. Александра Невского. С 4 марта 1867 года должность директора училищ Херсонской губернии и гимназии занял статский советник Николай Иванович Белый. С 1 августа 1877 года директором гимназии был Григорий Максимович Кустовский, а с 12 октября 1884 года — Александр Иванович Супруненко,
С 4 декабря 1893 года руководство гимназией принял Митрофан Александрович Орлов. В августе 1905 года директором гимназии стал К. И. Тюльпанов, остававшийся в должности до революционного 1917 года. В начале 1919 года гимназия была закрыта, а после окончательного установления в Херсоне советской власти в здании гимназии открылась фабрично-заводская семилетняя школа № 42, директором которой стал тот же К. И. Тюльпанов.
При открытии в 1910 году «Второй мужской Херсонской гимназии», директором которой был назначен Герасим Юрьевич Елисафов, прежняя получила наименование «Первой Херсонской»

## Выпускники
См. также: Выпускники Херсонской гимназии
- Пестич, Филимон Васильевич (вып. 1837)
- Ленц, Николай Иванович (1848)
- Череванский, Владимир Павлович
- Гайдебуров, Павел Александрович (вып. 1857)
- Анисьин, Алексей Фёдорович
- Ярошенко, Семён Петрович (вып. 1863)
- Чудновский, Соломон Лазаревич (вып. 1868)
- Гохман, Хаим Иегудович (вып. 1871)
- Багров, Соломон Исаакович[5] (вып. 1871)
- Кефели, Илья Фёдорович (Юфудович)[6]
- Блюменфельд, Герман Фаддеевич (вып. 1879)
- Фальц-Фейн, Фридрих Эдуардович
- Тулуб, Павел Александрович (вып. 1882)
- Тарле, Евгений Викторович (вып. 1892)
- Курдиновский, Евгений Митрофанович (вып. 1892)
- Гассерт, Карл Готлибович (вып. 1896)
- Лавренёв, Борис Андреевич (вып. 1909)
- Бурлюк, Николай Давидович

В Херсонской мужской гимназии учились В. А. Хавкин и Моше Шарет. В 1914 году экстерном экзамен в гимназии сдала М. А. Фортус.